# Comuna Koșelovo, Hust
Koșelovo (în ucraineană Кошельово) este o comună în raionul Hust, regiunea Transcarpatia, Ucraina, formată din satele Koșelovo (reședința) și Zalom.

## Demografie
Componența lingvistică a comunei Koșelovo
     Ucraineană (99,35%)
     Alte limbi (0,63%)
Conform recensământului din 2001, majoritatea populației comunei Koșelovo era vorbitoare de ucraineană (99,35%), existând în minoritate și vorbitori de alte limbi.